# Escape-MCP
Escape-MCP ist ein Computerspiel aus dem Jahr 1983, das für die Systeme ZX Spectrum, VIC-20 und Commodore 64 entwickelt wurde. Das Spiel wurde vom 1982 erschienenen Science-Fiction-Film Tron inspiriert, enthält jedoch keine Handlungselemente desselben.

## Handlung
In diesem Maze-Spiel steuert der Spieler einen Menschen, der von einem bösartigen Mikroprozessor aus dem wirklichen Leben deatomisiert und in einem Computer rematerialisiert wurde. Die Spielfigur muss neun Labyrinthe unbeschadet durchqueren. Dazu müssen in jedem Labyrinth ein Schlüssel sowie eine Programm-Diskette eingesammelt werden. Das sogenannte MCP (Master Control Program) versucht diese Mission zu vereiteln. Kommt die Spielfigur in Kontakt mit dem MCP, so verliert sie eines ihrer drei Leben. Die Schwierigkeit besteht darin, dass sich die Spielfigur ausschließlich auf den vorgegebenen Labyrinthpfaden bewegen kann, während sich das MCP stets ungehindert auf die aktuelle Position des Spielers zubewegt.

## Besonderheiten
Ungeachtet dessen, dass keine direkten Handlungselemente aus dem Science-Fiction-Film Tron in diesem Spiel auftauchen, so scheint es doch im selben fiktiven Universum zu spielen. Dies zeigt sich einerseits durch die an Tron sehr stark angelehnte Vorgeschichte des Spiels (Mensch wird in Computer rematerialisiert). Zum anderen taucht in diesem Spiel das MCP auf, das in Tron den Hauptantagonisten darstellt.